# Emil Rusu
Emil Rusu (nascido em 26 de dezembro de 1946) é um ex-ciclista romeno. Competiu como representante de seu país nos Jogos Olímpicos de Verão de 1964 e 1968.